# Deluxe (Eskalator album)
Deluxe är ska-bandet Eskalators andra album och släpptes i november 2004. Den spelades in live i studion.

## Låtlista
1. "Pom Pom" (musik: Dr. Slide, Karin Hedberg)
2. "En sån" (musik: Glenn Clifford; text: Glenn Clifford, Slim Tucker)
3. "Original" (musik: Dr. Slide, Mad Burner; text: Dr. Slide)
4. "När tunnelbanan slutar gå" (musik: Dr. Slide, Mad Burner; text: Dr. Slide)
5. "Sväng & stämning" (musik: Glenn Clifford; text: Glenn Clifford, Slim Tucker)
6. "Skumt i rummet" (text och musik: Dr. Slide)
7. "CG16" (musik: Glenn Clifford; text: Glenn Clifford, Slim Tucker)
8. "Jag älskar dig min kompis" (text och musik: Dr. Slide)
9. "Elvis är död" (musik: Glenn Clifford; text: Glenn Clifford, Slim Tucker)
10. "Introducerar: Golden Nightwolf Woman" (musik: Golden Nightwolf Woman)
11. "Det kom poliser" (text och musik: Glenn Clifford)
12. "Ja idag!" (text och musik: Dr. Slide, Mad Burner)